# Герб Вовковинців
Герб Вовковинців — офіційний символ смт. Вовковинці Деражнянського району Хмельницької області. Затверджений 26 січня 1993 року рішенням сесії сільської ради. Автор — І. Д. Янушкевич. Герб села є промовистим.

## Історія
Протягом своєї історії селище не мало королівських та великокняжих привілеїв. Відсутні згадки про герб і печатку. Є припущення, що юридичні акти в містечку скріплювались повітовою печаткою Летичева.
26 січня 1993 р. сесія Вовковинецької селищної ради затвердила сучасний герб.

## Опис герба
У зеленому полі золота вовча голова з червоним язиком у вишкіреній пащі, над нею — три срібні зірки. Вовча голова символічно нагадує давню місцевість — «Вовчу балку», де виникло поселення. Три срібні зірки стилізовано відображають населені пункти, підпорядковані селищній Раді — Кайтанівку, Плюшки, Вовковинці. Щит обрамований декоративним картушем.